# Gemini Rue
Gemini Rue – komputerowa gra przygodowa w cyberpunkowej stylistyce stworzona przez Joshuę Nuernbergera i wydana przez Wadjet Eye Games w lutym 2011 roku. Do interakcji z otoczeniem, rozmowy z postaciami niezależnymi i rozwiązywania zagadek gracz używa interfejsu typu wskaż i kliknij. Oprawa graficzna tytułu jest utrzymana w konwencji retro. W kwietniu 2013 roku wydano port gry na system iOS.

## Fabuła
Akcja gry Gemini Rue ma miejsce w XXIII wieku, a gracz poznaje historię dwóch bohaterów. Pierwszym z nich jest Azriel Odin, były zabójca, a obecnie stróż prawa, który pragnie odszukać swojego brata, a pomóc mu mogą jedynie ludzie, dla których niegdyś zabijał. Drugi to cierpiący na amnezję Delta-6, więzień tajemniczej placówki w kosmosie, z której chce uciec.

## Rozgrywka
Gemini Rue to komputerowa gra przygodowa, w której gracz kontroluje swoją postać, aby zwiedzać lokacje i wchodzić w interakcje z innymi postaciami oraz obiektami oraz rozwiązywać zagadki. Dodatkowym elementem rozgrywki są sekwencje, w których postać gracza uczestniczy w strzelaninie, a gracz ma za zadanie wychylanie się zza osłony i oddawanie strzałów. Azriel posiada komunikator, za pomocą którego dzwoni do innych postaci, może też skorzystać z terminali w celu uzyskania informacji. W określonych momentach gracz może przełączać się pomiędzy dwoma bohaterami.